# 村山知義
村山 知義（むらやま ともよし、1901年（明治34年）1月18日 - 1977年（昭和52年）3月22日）は、日本の小説家、画家、デザイナー、劇作家、演出家、舞台装置家、ダンサー、建築家。日本演出者協会初代理事長。
息子の村山亜土は児童劇作家。

## 略歴

### 出生・学生時代
東京市神田区（現・東京都千代田区）末広町において、父知二郎、母元子の長男として生まれる。父は海軍軍医、1910年（明治43年）に沼津で内科病院を開業中死去した。
1913年（大正2年）、東京の私立開成中学校に入学する。母の師であった内村鑑三に師事し、キリスト教に心酔。中学2年のとき、母が勤める婦人之友社より刊行の『少女之友』に短編「二人の伝道師」を掲載。なお母の元子はこのころ同誌上に多くの短編を発表している。1915年（大正4年）、水彩画が日本水彩画会展に入選。1918年（大正7年）、旧制高校入試準備中、反戦を主張するキリスト教への信仰から同級生に身体的な暴力を受け、また学内で同期であった戸坂潤らの影響によりショーペンハウアー、ニーチェなどを紹介され、熱中、最終的にはキリスト教を棄教する。この体験については、のちの『演劇的自叙伝』において、1933年（昭和8年）のプロレタリア演劇運動からの転向体験と類似したものとして回想されている。同年9月、第一高等学校入学。文芸部委員になり学内誌に小説を発表。1920年（大正9年）『子供之友』（婦人之友社）に童画を発表、以後数年続く。一高の寮には、後にライバルとなる久保栄も在籍していた。1921年（大正10年）一高を卒業し、東京帝国大学哲学科入学。6月雑誌『まなびの友』（婦人之友社）の編集。ベルリン大学で原始キリスト教を学ぶつもりで暮れに東大を退学。

### 新進気鋭時代
1922年（大正11年）1月、処女出版の童話画集『ロビン・フッド』（婦人之友社）刊、ベルリンへ出発する。表現派、構成派の美術、演劇、舞踊に魅せられ学業を断念した。秋、ミュンヘンの万国美術館に2点入選する。1923年1月帰国し、直後の2月19日付『読売新聞』には早速「構成派と触覚主義―ドイツ美術界の新傾向―」を寄せた。5月、自宅の上落合にて個展「村山知義、意識的構成主義的小品展覧会」開催。7月の初め、門脇晋郎、大浦周蔵、尾形亀之助、柳瀬正夢らと前衛美術団体マヴォ結成。7月28日から8月3日まで、マヴォ第一回展覧会が浅草の伝法院にて行われる。7月機関誌「Mavo」創刊。
9月1日の関東大震災で都市機能の壊滅に遭遇し、バラック建築の設計にも関わった。マヴォ理髪店、バー・オララ、吉行美容室（吉行あぐりの店）などが知られ、今和次郎のバラック装飾社とともに震災後の建築界で異彩を放った。
1924年？10月、映画館葵館の緞帳制作。1924年11月芸術論集『現在の芸術と未来の芸術』（長隆舎書店）刊。12月築地小劇場公演のゲオルグ・カイザー作、土方与志演出「朝から夜中まで」の舞台装置制作、日本最初の構成派の舞台装置で、村山がはじめて手がけた演劇上の仕事である。この年岡内籌子（村山籌子）と結婚。1925年7月今東光らと『文党』創刊。この頃より次第に前衛芸術運動からは遠ざかり、9月22日朝刊の『東京朝日新聞』「学芸だより」に村山のマヴォ脱退の記事がある。

### 前衛芸術家、演出家時代
1925年（大正14年）9月池谷信三郎、河原崎長十郎 らと心座結成、旗揚げ公演のカイザー作「ユアナ」翻訳、演出。12月日本プロレタリア文芸連盟創立大会に出席、美術部員となる。15年1月、心座第二回公演で自作「孤児の処置」（『テアトル』1926年3月）演出。また1926年の2月には、『現在の芸術と未来の芸術』の続編に位置づけられる『構成派研究』（中央美術社）を刊行。2月、3月、共同印刷争議への資金カンパのためプロ連美術部員として街頭で似顔絵を描く。3月、日活映画、村田実監督、横光利一原作『日輪』のセットとコスチューム担当。4月JOAKから自作ラジオ・ドラマ『出帆第一日』演出。11月自作『勇ましき主婦』（『演劇新潮』1926年10月）を新劇協会で演出。
前衛的な芸術家とプロレタリア運動家と狭間に位置しながらも、1926年（大正15年）10月「無産者新聞」創刊1周年記念の「無産者の夕」の舞台装置を柳瀬と担当、プロ連の他の同志の試みに強い感動をうけ、マルクス主義に接近する。同月スタンダードな戯曲の公演をめざす左翼的劇団前衛座の創設に参画、その同人となる。翌11月旗揚げ公演、ルナチャルスキー「解放されたドン・キホーテ」の装置を柳瀬と担当、また劇中、「ムルチオ伯」を演じた。同月最初の小説集『人間機械』（春陽堂）刊。1927年（昭和2年）2月文芸戦線社同人。5月心座で自作「スカートをはいたネロ」（『演劇新潮』同年5月、6月 原始社刊）の演出、装置担当後、心座脱退。6月プロ連後進の日本プロレタリア芸術連盟分裂にさいし労農芸術家連盟に参加。同時に前衛座も分裂、佐々木孝丸らと前衛座を労芸所属劇団に改組、「スカートをはいたネロ」などを演出。以後プロレタリア演劇運動で戯曲、演出、装置の3部門にわたり活躍する。ついで同年11月労芸脱退、蔵原惟人らと前衛芸術家同盟を創設。同時に前衛座を前芸所属の前衛劇場と改組、旗揚げ公演で自作「ロビン・フッド」（同年10月脱稿 発表誌未詳）の演出、装置を担当した。
同年、初山滋、武井武雄、川上四郎、岡本帰一、深沢省三、清水良雄らとともに「日本童画家協会」を結成。

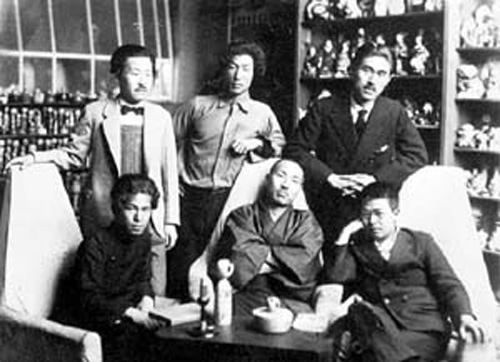
日本童画家協会の創設メンバー

1928年3月前芸はプロ芸と合同、4月全日本無産者芸術連盟（ナップ）を結成し、プロレタリア文学運動の中心的な組織が生まれた。これに応じ前衛劇場もプロ芸のプロレタリア劇場と合同、左翼劇場を結成。その第一回公演で自作「進水式」（『文芸公論』1927年4月）の演出、装置担当。9月国際文化研究所の創設に参画、その所員。同年暮れナップの全日本無産者芸術団体協議会（ナップ）への改組に応じ、1929年2月、その傘下団体として東京、左翼劇場を中心に日本プロレタリア劇場同盟（プロット）が結成、その中央執行委員。7月「暴力団記」（『戦旗』1929年7月 1930年1月 日本評論社刊）が佐野碩演出、左翼劇場で上演（検閲により『全線』と改題）。「暴力団記」は、1923年に京漢鉄道の労働者の組合結成にたいし軍閥が暴力団などを使って弾圧、ゼネストをもって立ち上がった組合の指導者が虐殺された中国革命運動史上で著名な「二・七惨案」に材を取った戯曲。佐野の演出もあり大きな成果をあげ、蔵原惟人は「現代日本のプロレタリア戯曲の最高を示すもの」と評価、村山の代表作のひとつとなった。10月国際文化研究所がプロレタリア科学研究所と改組、その中央委員。1930年2月藤田満雄、小野宮吉脚色の徳永直原作「太陽のない街」を演出する。
1930年（昭和5年）5月治安維持法違反で検挙、12月保釈。翌年5月日本共産党入党。蔵原らとともに日本プロレタリア文化連盟（コップ）結成のため努力。10月コップ成立に応じ劇場同盟は演劇同盟（プロット）と改称、その中央執行委員長、コップ中央協議会協議員。1932年4月「志村夏江」（杉本良吉演出）の舞台稽古の朝検挙される。1933年12月、転向して出獄、1934年3月懲役2年執行猶予3年の判決を受ける。5月転向文学のはしり「白夜」（『中央公論』）発表。演劇運動に対する国家権力の弾圧が激しくなり、東京左翼劇場は中央劇場と名称を改称しその改名披露公演三好十郎作「切られの仙太」を上演（1934年5月12日～31日築地小劇場）した。だが、権力の抑圧でプロットは解散決議をせざるをえなくなる（6月）。結局7月15日プロットは解散、左翼劇場（中央劇場）も解体された。
　出獄後の村山は、新劇団の再編成を考え、まず「新劇の危機」（『新潮』1934年9月）を発表、「新劇団大同団結の提唱」（『改造』1934年9月）をする。既存の演劇集団――新築地劇団・前進座・美術座などはこの提唱に反対する者多く、結局村山の主張する単一劇団は出来なかった。当初新協劇団は俳優と制作だけという構成であった（9月）。その後再編されて演出家（村山・久保栄）、俳優（小沢栄(のち小沢栄太郎）・滝沢修・伊達信・松本克平・原泉子・細川ちか子・伊藤智子ら）で11月に出発した。創立公演は村山（久保も参画）脚色「夜明け前・第一部」（久保栄演出）で、多くの観客動員があった。以後新協劇団の中心人物の一人として演出面で活躍。代表的なものは久板栄二郎「断層」（1935）「どん底」（1936）、久板「千万人と雖も我行かん」（1938）、本庄陸男原作「石狩川」（1939）など。この期には「夜明け前」の第一部、第二部（『テアトロ』1934年11月 1936年3月）、「石狩川」（『テアトロ』1939年11月）など、脚色の仕事はあるが戯曲の創作はほとんど見られない。ただ「白夜」などのほかに、大衆的な長編小説『新選組』（1937年11月 河出書房）、上下巻本の『天国地獄』（1939年3月、4月 有光社）を執筆している点にひとつの特徴が見られ、この線は戦後も『忍びの者』5部作（1962年10月 1965年3月 1967年1月 1967年6月 1971年7月 理論社）という形で現れる。
またこの期には新派の井上正夫が脱皮をねらって井上正夫演劇道場を1936年4月に結成、その指導、協力を求められて参加。以後新派、歌舞伎の演出も行い、戦後も続けられている。村山を先頭とする新協劇団の活動は戦時体制下の良心の灯であったがゆえに、1940年8月村山らは逮捕、新協は解体された。1942年6月保釈され、1944年控訴院判決が下された（懲役2年執行猶予5年）。1945年3月朝鮮へ、7月満州へ行く。

### 戦後
敗戦により1945年12月帰国。新協劇団を再建へ向け動く。翌1946年1月19日に結成式を行い、同年2月19日から第1回公演を行った。ふたたびその中心人物として活躍したが、戦前の新協がもっていた力は持ちえず、しかも共産党の「五〇年問題」の影響で薄田研二らが脱退、中央芸術劇場を創設。1957年新劇訪中使節団の一員として、中国、朝鮮を訪問。1959年2月新協劇団と中央芸術劇場は合同し、東京芸術座を結成。その主宰者となった。なおこの間、1960、1966年の2度、訪中新劇団団長として中国訪問。1965年の日本民主主義文学同盟の結成に参加、副議長を務めた。
1960年から発表した小説『忍びの者』シリーズは、当時の忍法ブームの一翼をになった。
また戯曲を集大成した『村山知義戯曲集』上、下（1971年3月 1971年6月 新日本出版社）を刊行。1974年、演出400回を記念してテアトロ演劇賞受賞、あらためてその超人的、多面的な活躍ぶりを人々に印象づけた。
1970年に直腸癌を患い、摘出手術を受ける。1974年には横行結腸癌となり、手術を受けた。1977年3月22日、渋谷区千駄ヶ谷の代々木病院で死去。76歳没。墓所は雑司ヶ谷霊園。
『演劇的自叙伝』（1970年2月、1971年8月、1974年5月、1977年4月 3巻までは東邦出版社、4巻は東京芸術座発行）が4巻まで刊行。第5巻は村山の死によって、未刊のままになっている。また、『村山知義戯曲集』未収録の作品『ベートーヴェン・ミケランジェロ　戯曲』（新日本出版社、1995年）が刊行されている。21世紀になって、1920年代の著作、『構成派研究』『現在の芸術と未来の芸術』が本の泉社から復刻再刊された（2002年）。

## 絵本・童画作品
前衛的な作風で知られるが、児童にもわかりやすい童画でも知られる。シンプルな線と印影のつけかたが特徴的なモダンな画風である。画中に「Tom」というサインがありTomの童画と言われた。2006年9月現在入手が容易な童画作品を挙げる。
- 「村山知義童画集」 婦人之友社（2004年再刊）
- 「しんせつなともだち」 福音館書店（1987）
- 「おなかのかわ」 福音館書店（1975）

## 著書
- 『現在の藝術と未來の藝術 一名、意識的構成主義への道程』長隆舍書店 1924　のち本の泉社から2002年に復刊
- 『カンディンスキー』アルス 1925 (アルス美術叢書)
- 『構成派研究』中央美術社 1926　のち本の泉社から2002年に復刊
- 『人間機械 文壇新人叢書』春陽堂 1926
- 『変態芸術史』文芸資料研究会 1926 (変態十二史)
- 『スカートをはいたネロ 戯曲集』原始社 1927
- 『プロレタリア映画入門』前衛書房 1928
- 『最初のヨーロツパの旗 戯曲集』世界の動き社 1930
- 『日本プロレタリア演劇論』天人社 1930 (新芸術論システム)
- 『暴力団記 日本プロレタリア傑作選集』日本評論社 1930
- 『プロレタリア美術のために』アトリエ社 1930
- 『勝利の記録』内外社 1931
- 『東洋車輛工場』往来社 1931
- 『白夜・劇場』竹村書房 1935
- 『獣神 小説集』竹村書房 1937
- 『夜明け前』島崎藤村（脚色）テアトロ社 1938 のち角川文庫
- 『演技論集 演劇論叢書』テアトロ社 1939
- 『天国地獄』有光社 1939
- 『都会文学の新研究』日本文章学会 1940
- 『演劇論』三笠書房 1947 (唯物論全書)
- 『新劇の再建』弘文社 1947
- 『亡き妻に 随筆』桜井書店 1947
- 『明姫 村山知義作品集』郷土書房 1948
- 『三つのものがたり』朝日新聞社 1948
- 『冷蔵屍 小説集』労働文化社 1948
- 『私たちの劇』国民図書刊行会 1949 (教室文庫)
- 『グロッス その時代・人・芸術』八雲書房 1949 (人民の画家選書)
- 『演劇入門 正しい芝居のやり方見方』労働教育協会 1949
- 『ほらふき先生』大日本雄弁会講談社 1949
- 『現代演出論』早川書房 1950
- 『忍びの者』全5部、各 (小説国民文庫) 理論社 1962 - 1960年11月から1962年5月まで、しんぶん赤旗日曜版に連載、大映で映画化。

のち角川文庫（第1部のみ）、光文社文庫、岩波現代文庫で再刊
- 『五右衛門釜煎り 続・忍びの者』理論社 1965
- 『新選組実記』徳間書店 1966 (平和新書)
- 『根来鉄砲秘聞』人物往来社 1967
- 『真田忍者群 忍びの者 第3部』理論社 1967
- 『忍びの陣 忍びの者 第4部』理論社 1968
- 『忍び砦のたたかい 忍びの者 第5部』理論社 1971
- 『演劇的自叙伝』1-4 東邦出版社（1－3巻）・東京芸術座（4巻） 1970-1977
- 『村山知義戯曲集』全2冊 新日本出版社 1971
- 『無刀の伝 柳生新陰流極意』新日本出版社 1972
- 『新選組』新人物往来社 1974。河出書房新社、2003
- 『暴力団記・志村夏江 村山知義戯曲集 戦前編』新日本文庫 1982
- 『死んだ海 村山知義戯曲集 戦後編』新日本文庫 1982
- 『村山知義の美術の仕事』未来社 1985
- 『ベートーヴェン・ミケランジェロ 戯曲』新日本出版社 1995
- 『村山知義グラフィックの仕事』本の泉社 2001
- 『村山知義童画集』婦人之友社 2004

## 翻訳
- ロービンフッド マーシャル 婦人之友社 1922.1 (お城シリーズ)
- 或るコックの話 ファルニー 婦人之友社 1924 (お城シリーズ)
- 燕の書 詩集 エルンスト・トルラー 長隆舎書店 1925
- 性慾と社会 アルバート・モル 文芸資料研究会編輯部 1928 (世界性学大系)
- 一億二千万 マイケル・ゴウルド 柾不二夫共訳 世界社 1930
- 左翼劇場 ヱルウイン・ピスカトール 中央公論社 1931
- ロビン・フッドの愉快な冒険 ハワード・パイル 岩波少年文庫、1951

## 関連書籍
- 『村山知義とマヴォイストたち』（水声通信 No.3 水声社、2006年）
- 『構成派研究 現在の芸術と未来の芸術』本の泉社、2002年
- 『村山知義 グラフィックの仕事』本の泉社、2001年
- 杉山直樹『血をわたる』自由国民社、2011年
- 岩本憲児編『村山知義　劇的尖端』森話社、2012年 メディアとパフォーマンスの20世紀
- 井上理恵『村山知義の演劇史』社会評論社、2022年。ISBN 978-4784511600

演劇雑誌『テアトロ』に連載（2012年4月より）